# Lotnisko Merzbrück
Lotnisko Aachen-Merzbrück (niem. Verkehrslandeplatz Aachen-Merzbrück, IATA: AAH, ICAO: EDKA) – lotnisko położone w niemieckiej miejscowości Akwizgran, przy granicy z Belgią i Holandią.

## Historia
Lotnisko zostało wybudowane około 1932 roku i w latach 30. i obsługiwało małe, lekkie samoloty. Początkowo miało nawierzchnię trawiastą.
W czasie II wojny światowej było używane przez bombowce Junkers Ju 87 Sił Powietrznych III Rzeszy podczas Kampanii Belgijskiej w maju 1940 roku. Po Bitwie o Francję w 1940 roku było używane do celów militarnych, jak również przez lotnictwo cywilne.
Około 29 stycznia 1945 roku Armia Stanów Zjednoczonych zajęła lotnisko Merzbrück. Po przystosowaniu pasa startowego do wymagań myśliwców P-47 Thunderbolt Amerykanie przeprowadzali operacje wojskowe do kwietnia 1945 roku. Lotnisko zostało zamknięte w maju 1945.
W latach 90. XX w. lotnisko zostało przekazane do użytku cywilnego. Po renowacji, w efekcie której zostało wyposażone w asfaltowy pas startowy, drogi kołowania, betonowe i trawiaste miejsca parkingowe dla samolotów, lotnisko wznowiło swoją działalność. W Merzbrück obok asfaltowego pasa startowego, znajduje się również równoległy pas trawiasty.